# 阔羽复叶耳蕨
阔羽复叶耳蕨（学名：Arachniodes assamica）也称灰脉复叶耳蕨、瑶马山复叶耳蕨，为鳞毛蕨科复叶耳蕨属下的一个种。